# Giuseppe Lombardo Radice
Giuseppe Lombardo Radice (Catania, 24 giugno 1879 – Cortina d'Ampezzo, 16 agosto 1938) è stato un pedagogista e filosofo italiano.

## Biografia
Nacque a Catania il 24 giugno 1879 (ma fu registrato all'Ufficio di stato civile in ritardo, sotto la data del 28 giugno) da Luciano Lombardo, impiegato, e da Nunziata Radice, terzogenito di sette figli. Iniziò gli studi secondari presso il ginnasio-liceo Spedalieri di Catania; poi, dopo il trasferimento del padre alla dogana marittima di Messina, li completò nel ginnasio-liceo Maurolico nel 1897. Dopo la maturità vinse il concorso per alunno interno presso la Scuola normale superiore di Pisa, dove nel 1899 conseguì con lode la licenza in lettere e filosofia, discutendo con Amedeo Crivellucci la tesi Uno storico italiano della Rivoluzione francese.
Laureatosi in filosofia all'Università di Pisa nel 1901, ottenne una borsa di studio di perfezionamento presso l'Istituto di studi superiori di Firenze, ove conseguì il diploma nel 1902, un anno dopo ottenne l'abilitazione all'insegnamento della filosofia a Pisa. A Firenze rimase fino alla fine del 1903, iniziando la sua esperienza didattica presso il rinomato collegio dei barnabiti "Alla Querce"; contemporaneamente si interessò a una scuola per gli orfani dei marinai, ove passava gran parte del suo tempo libero affinando la sua vocazione per la pedagogia.
Nel novembre 1903 vinse il concorso per l'insegnamento nei ginnasi inferiori, insegnò ad Adernò (dal 1929 rinominata Adrano), Catania (1903-04), e ad Arpino (1904-05); quindi, vinto il concorso per l'insegnamento di pedagogia, fu trasferito prima alla scuola normale maschile di Foggia (1905-06), poi a Palermo (1906-07 e 1907-08) e a Messina (1908). Dopo il violento terremoto che distrusse questa città il 28 dicembre fu destinato a Catania.
Lombardo Radice fu dapprima docente di scuola media, pubblicando alcuni studi su Platone, a Foggia e a Palermo, dove nel 1907 fondò con Giovanni Gentile, di cui divenne allievo, la rivista Nuovi Doveri. Tra il 1911 e il 1922, insegnò pedagogia all'Università degli Studi di Catania.
In seguito negli anni 1922-1924, durante il fascismo, alle dirette dipendenze dello stesso Giovanni Gentile, allora ministro della Pubblica Istruzione, provvide alla stesura dei programmi ministeriali per le scuole primarie, prevedendo fra l'altro anche l'uso delle lingue regionali nei testi didattici (il programma Dal dialetto alla lingua), nel rispetto delle differenze storiche degli italiani. Cercò anche di tradurre la filosofia dell'attualismo, recepita dal suo maestro, in principi pedagogici. Molti suoi intenti tuttavia non poterono trovare realizzazione pratica.
Collaborò inoltre con Gentile alla traduzione italiana della Critica della ragion pura di Immanuel Kant.
Il suo operato non è associabile all'ideologia fascista, tant'è che quando il fascismo rivelò apertamente la sua natura autoritaria con il delitto Matteotti nel 1924, egli passò a insegnare pedagogia presso l'Istituto superiore di magistero di Roma fino al 1928. Per aver abbandonato la collaborazione con il governo fascista subì un periodo di emarginazione che lo indusse a ritirarsi dalla politica attiva, pur senza prendere mai apertamente le distanze dal fascismo, come per altro gran parte della classe universitaria del tempo.
Nel 1931 prestò il giuramento di fedeltà al fascismo imposto ai professori universitari pena la perdita della cattedra e l'esclusione dall'insegnamento, confessando a De Sanctis: «Coprirà di vergogna tutta la mia opera di scrittore e di pensatore, ma non posso mettere sul lastrico i miei figlioli giovinetti».

Quindi si rivolse alla diffusione di un nuovo indirizzo pedagogico con la rivista L'educazione nazionale. Tale indirizzo pedagogico si ispirava all'opera del grande filosofo statunitense Ralph Waldo Emerson, da Lombardo Radice considerato il "profeta dell'educazione nuova". Ammirò e sostenne l'indirizzo pedagogico adottato a Muzzano (Svizzera) dalla maestra Maria Boschetti Alberti di Bedigliora.
Morì il 16 agosto 1938 a Cortina d'Ampezzo, durante un'escursione verso il rifugio Croda da Lago.
Dalla moglie Gemma Harasim, una maestra di Fiume, ebbe tre figli: Giuseppina, Laura, partigiana e moglie di Pietro Ingrao, e il matematico Lucio.

## Opere
- Della origine dello scetticismo e della antitesi fra legge naturale e positiva nei sofisti, Firenze, Tip. Galileiana, 1901.
- Osservazioni sullo svolgimento della dottrina delle idee in Platone, Firenze, Tipografia galileiana, 1903.
- Studi sulla scuola secondaria

I, Dalla Scuola elementare alla Scuola secondaria classica. Note di pedagogia e di didattica, Catania, Fratelli Battiato, 1905.
II, L'istruzione magistrale e l'insegnamento della pedagogia, Catania, Fratelli Battiato, 1907.
- Studi platonici, Arpino, Giovanni Fraioli, 1906.
- Nozioni di grammatica italiana. Ad uso scuole medie di primo grado. Con numerosi esercizi, I, Morfologia, Catania, C. Battiato, 1907.
- Grammatica italiana, semplificata e liberata dai consueti schemi Pseudo-razionali, per gli alunni delle scuole ginnasiali, tecniche e complementari. Morfologia e sintassi, Catania, F. Battiato, 1908; 1910.
- Saggi di propaganda. Politica e pedagogica (1907-1910), Milano-Palermo, Sandron, 1910.
- Le scuole italiane all'estero. Note sulla indecorosa politica della consulta da Rudinì a Tittoni, Ortona, Bonanni, 1910.
- Il concetto dell'educazione e le leggi della formazione spirituale. Saggio di pedagogia filosofica, Milano-Palermo, Sandron, 1911; Catania, Battiato, 1916.
- Teoria e storia dell'educazione

I, L'ideale educativo e la scuola nazionale. Lezioni di pedagogia generale fondata sul concetto di autoeducazione, Palermo, Sandron, 1916; 1923.
II, Lezioni di didattica e ricordi di esperienza magistrale, Palermo, Sandron, 1913; 1917.
- La milizia dell'ideale. Letture sull'educazione proposte agli allievi maestri e agli studiosi, Napoli, F. Perrella, 1913.
- Come si uccidono le anime, Catania, Battiato, 1915.
- La preparazione degli insegnanti, con particolare riguardo alla facoltà di Filosofia e Lettere, Catania, Battiato, 1915.
- Clericali e massoni di fronte al problema della scuola, Roma, La voce, 1920.
- L'esame di Stato, Roma, La voce, 1920.
- La riforma universitaria e le facoltà siciliane. Discorso, Catania, Galati, 1921.
- Nuovi saggi di propaganda pedagogica, Torino, Paravia, 1922.
- Educazione e diseducazione, Firenze, Bemporad-La voce, 1923.
- Accanto ai maestri. Nuovi saggi di propaganda pedagogica, Torino, Paravia, 1925.
- Athena fanciulla. Scienza e poesia della scuola Serena, Firenze, Bemporad, 1925; 1926.
- Il linguaggio grafico dei fanciulli, Roma, Associazione nazionale per gli interessi del mezzogiorno d'Italia, 1925.
- Vita nuova della scuola del popolo. La Riforma della scuola elementare, Palermo, Sandron, 1925.
- La buona messe, Roma, Associazione nazionale per gli interessi del mezzogiorno d'Italia, 1926.
- I piccoli "Fabre" di Portomaggiore, Roma, Associazione nazionale per gli interessi del mezzogiorno d'Italia, 1926.
- Scuole, Maestri e libri. Raccolta di indagini essenziali, Palermo-Roma, Sandron, 1926.
- Il metodo Agazzi, Firenze, La Nuova Italia Editrice, 1952.